# Francisco Z. Mena
Francisco Z. Mena är en kommun i Mexiko.   Den ligger i delstaten Puebla, i den sydöstra delen av landet, 200 km nordost om huvudstaden Mexico City. Antalet invånare är 16 270. Arean är 536 kvadratkilometer.
Terrängen i Francisco Z. Mena är huvudsakligen lite kuperad.
Följande samhällen finns i Francisco Z. Mena:
- Metlaltoyuca
- Chumatlán
- Jaltocan
- Palma Real de Adentro
- Benito Juárez
- Plan de Arroyo
- Los Naranjos
- La Máquina
- Los Planes
- Mártires de Rancho Nuevo
- La Mina
- Tixtepec
- El Ojital
- El Laberinto
- Río Verde